# Christian Maicon Hening
Christian Maicon Hening (Blumenau, 1978. augusztus 25. –), ismert becenevén „Chris”, brazil-német labdarúgóhátvéd és középpályás.